# لورنزو اینسینیه
لورنزو اینسینیه (به ایتالیایی: Lorenzo Insigne) بازیکن فوتبال و مهاجم اهل ایتالیا که برای باشگاه تورنتو بازی می‌کند.او بخش زیادی از دوران بازیگری خود را در شهر ناپل و در باشگاه ناپلی گزراند

## تیم ملی
او که از سال ۲۰۱۲ میلادی عضو تیم ملی ایتالیا بوده، در ۴۹ بازی ملی حضور داشته و ۱۰ گل به ثمر رسانده‌است.

## لیست گل‌های ملی
| #  | تاریخ        | محل برگزاری                     | حریف        | گل  | نتیجه | نوع رقابت                     |
| -- | ------------ | ------------------------------- | ----------- | --- | ----- | ----------------------------- |
| ۱. | ۱۴ اوت ۲۰۱۳  | ورزشگاه المپیک رم، رم، ایتالیا  | آرژانتین    | ۱–۲ | ۱–۲   | دوستانه                       |
| ۲. | ۲۴ مارس ۲۰۱۶ | ورزشگاه فریولی، اودینه، ایتالیا | اسپانیا     | ۱–۰ | ۱–۱   | دوستانه                       |
| ۳. | ۱ ژوئن ۲۰۱۷  | ورزشگاه فریولی، اودینه، ایتالیا | لیختن‌اشتاین | ۱–۰ | ۵–۱   | مقدماتی جام جهانی فوتبال ۲۰۱۸ |